# لیگونکیو
لیگونکیو (به ایتالیایی: Ligonchio) یک کومونه در ایتالیا است که در استان رجو امیلیا واقع شده‌است.

## خصوصیات
لیگونکیو ۶۱٫۷ کیلومترمربع مساحت و ۹۷۶ نفر جمعیت دارد.